# Яворовский пирог
Яворовский пирог (укр. Яворівський пиріг) — традиционное праздничное, воскресное и свадебное блюдо на Яворовщине и в целом Галичине, внесенное в Национальный перечень элементов нематериального культурного наследия Украины.
Для приготовления теста нужна мука, дрожжи, соль, сахар, яйцо, молоко и вода в пропорции 1:1. Основные ингредиенты для начинки – картофель, гречка, лук. Может быть разной формы — круглый, овальный, прямоугольный. Существуют различные вариации традиционного рецепта: из слоеного теста, с сыром и шкварками в начинке. Однако главной чертой пирога является сочетание картошки и гречки в начинке. Постный яворовский пирог готовили без яйца в тесте и без шкварок в начинке.
Свежий пирог преимущественно подавали с мачанкой из сушеных белых грибов. Если пирог уже постоял, то ели с борщом на свекольном квасе или с жидким грибным супом, или обжаривали пирог с двух сторон на топленом масле.
Похожий пирог пекут в Польше и называют белгорайским. В его основе тоже гречка и картофель, но печется он без теста, и к начинке добавляют творог, сметану, иногда шкварки и мяту.